# イガガヤツリ
イガガヤツリ（毬蚊帳吊、学名：Cyperus polystachyos）はカヤツリグサ属の一種で、海岸近くに見られる雑草である。多数の小穂が集まった様子がクリのイガのように見える。

## 特徴
一年草-多年草で、湿ったところによく生え、土壌の種類を選ばない。
根茎は短く、数本の茎がまとまって出る。ただしそれほど大きな株を作るものではない。根出葉ははじめは発達するが、花茎が伸びると次第になくなる。花茎は真っすぐに立ち上がり、断面は三角をしている。
花序は花茎の先端に一つ着く。1-2.5cmの扁平な線形の小穂が頭状に集まり穂状花序を形成する。その様子が一点から尖った小穂が突き出すようになるので、和名はこれをイガに見立てたものである。花序の基部からは小穂より長く葉状によく発達した苞が数枚出る。
小穂は左右から偏平、長さ10-25mm、披針形で先がとがり、20-40の小花を2列につける。鱗片は狭卵形、その一部は赤錆色になる。果実は黒く熟し、倒卵形、断面は三角で稜が主軸を向く。柱頭は2。

## 生育環境
日当たりがよい、湿った場所にはえる。海岸線に多く、海岸や汽水域の水辺にもよく見られる。しかし、いわゆる海浜植物のように海水に面した場所だけに出る、というものではなく、海岸近くであれば道端や水田などにもよく見かける。水田などでは一年草のようにふるまうようである。より内陸で見ることもある。

## 分布
熱帯アジア原産。日本では本州の関東以南、四国、九州、琉球列島、南西諸島に見られる。国外ではアジアからアフリカ、南ヨーロッパ、オーストラリア、太平洋諸島、南アメリカにわたる広い分布域をもつ。

## 利害
特に何もない。水田雑草として出現することもあるが、それほど激しく繁茂することもない。

## 類似種など
同様の場所で観察できるものには多くの種があるが、大きさが中程度、ということではカヤツリグサ、コゴメガヤツリなどは小穂が頭状に集まらない。タマガヤツリは小穂が頭状になるが先端が尖らず、また全体に柔らかい。カワラスガナも頭状に集まるが、これは小穂が小判型をしている。ヒメクグやヒンジガヤツリは頭状の花序がより密集した球形となる。

## 分類
カヤツリグサ属に含めるが、細分属を認める場合もある。柱頭が2であること、果実の稜が主軸を向くことから狭義のカヤツリグサ属（柱頭は3、果実は三角で主軸には面が向く）と区別し、カワラスガナ属(Pycreus)を認める場合があり、イガガヤツリはこれに含める。その場合の学名は Pycreus polystachys (Rottb.) P. Beauv. である。